# Profilaxis (ajedrez)

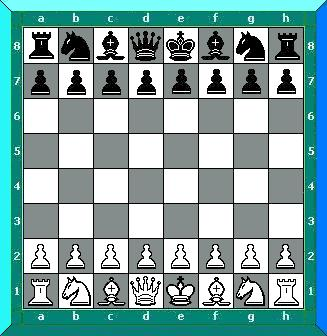
Tablero de ajedrez con todas las piezas.

En el ajedrez, la profilaxis (del griego προφυλαξις, "prophylaxis", guardar o prevenir de antemano) se refiere a una o más jugadas (jugadas profilácticas) que pretenden evitar que el oponente actúe en un área determinada por miedo a represalias. La finalidad de una jugada profiláctica no sólo es mejorar la posición propia, sino evitar que el oponente mejore la suya. Quizá la jugada profiláctica más común sea la de avanzar un peón del enroque para evitar el mate del pasillo.
En un sentido más estratégico, la profilaxis da lugar a un juego muy posicional y a menudo frustrante para jugadores más tácticos. Los jugadores que juegan con un estilo profiláctico previenen el inicio del juego táctico, al que amenazan con consecuencias desagradables. Una de las mayores ventajas de este estilo de juego es que hace que un jugador muy agresivo pierda la paciencia y cometa un error, a la vez que minimiza el riesgo. La desventaja es que es una estrategia que falla a menudo contra jugadores que se conforman con unas tablas.
Debe tenerse en cuenta, sin embargo, que cualquier jugada que evite que el oponente amenace algo puede considerarse profiláctica, aunque esta palabra no describa bien el estilo de juego del jugador. Por ejemplo, Mijaíl Tal y Gari Kaspárov jugaban frecuentemente h3 en la apertura española, una jugada profiláctica pensada para evitar que las negras jueguen Ag4 y claven al caballo en f3. Sin embargo, no se podría calificar a ninguno de los dos de jugador profiláctico. Todos los grandes maestros hacen uso de alguna clase de profilaxis en sus partidas.
Algunos jugadores conocidos por su estilo profiláctico son:
- Aron Nimzowitsch
- Tigran Petrosian
- Anatoli Kárpov